# Ceratogramma masneri
Ceratogramma masneri is een vliesvleugelig insect uit de familie Trichogrammatidae. De wetenschappelijke naam is voor het eerst geldig gepubliceerd in 1991 door Pinto & Viggiani.